# Gymnasium Kulm
Das Königliche katholische Gymnasium, seit 1920 Staatliche Gymnasium war eine Schule in Kulm (Culm, Chełmno) in Westpreußen und Polen von 1837 bis 1939.

## Geschichte

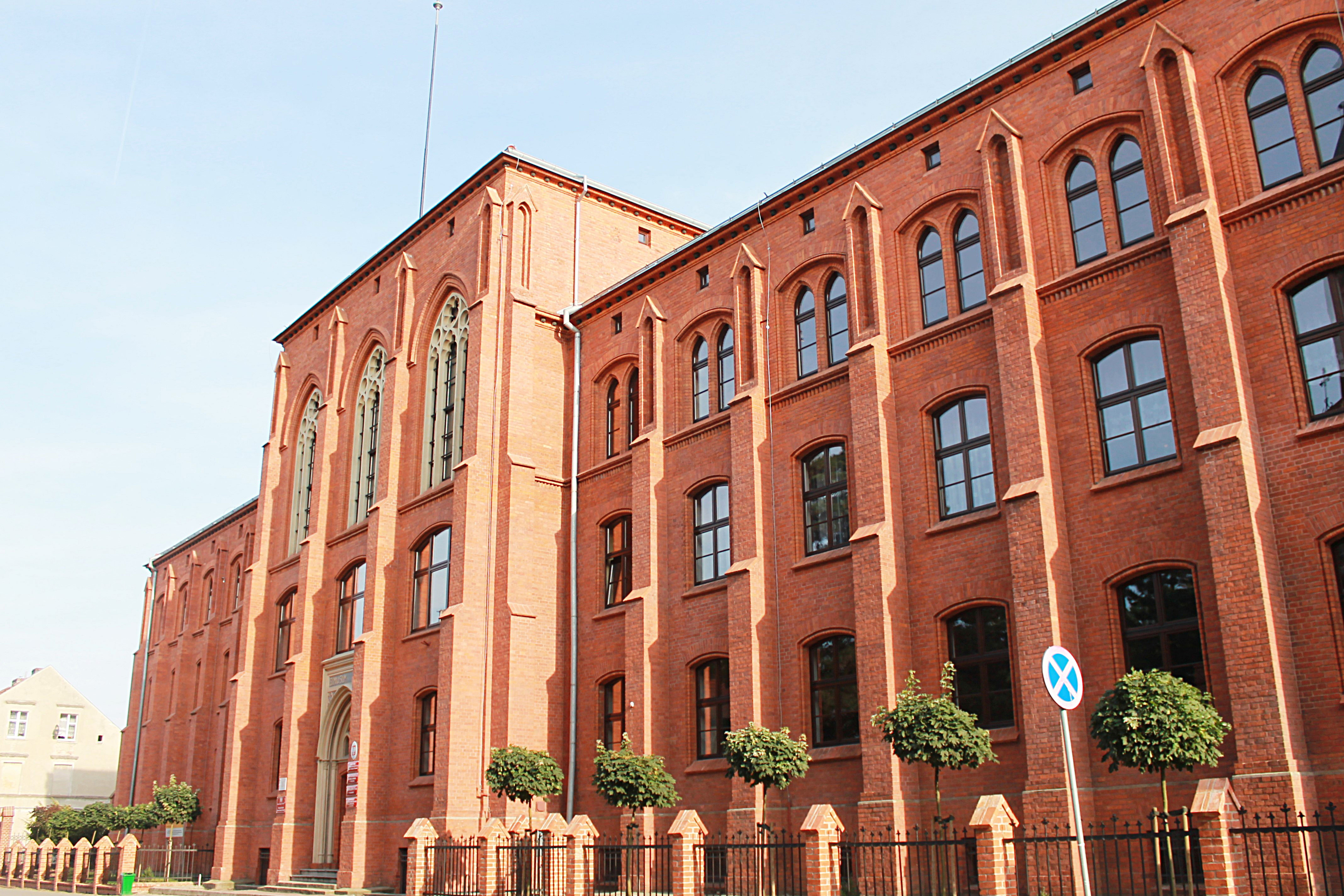
Schulgebäude seit 1866

### Vorgängerschulen
Bereits 1554 war ein humanistisches Gymnasium in Culm gegründet worden, das jedoch nach zwei Jahren wieder schließen musste. Seit 1692 gab es ein Akademisches Gymnasium, das 1756 in eine Akademie der Universität Krakau umgewandelt wurde. Seit 1779 war es wieder Gymnasium, bis 1815.
1818 wurde eine neue Schule gegründet, die 1821 ein Progymnasium und 1827 eine Höhere Bürgerschule wurde.

### Königliches Gymnasium in Preußen
Geschichte
1837 wurde das Königliche katholische Gymnasium in diesem Gebäude (heute ul. 22 Stycznia) gegründet. 1866 erfolgte der Umzug in ein neues Gebäude (heute ul. Dominikańskiej 35). 1868 wurde die ehemalige Franziskanerkirche zur Gymnasialkirche.
Strukturen
Das Gymnasium hatte neun Klassen, wie in Preußen in dieser Zeit üblich.
Mit über 300 Schülern war es das größte in Westpreußen. 1864/65 waren es 543. Die Schüler waren deutscher oder polnischer Herkunft, einige jüdisch (in den 1880er Jahren jeweils etwa 30 bis 40).
Die Schulfächer waren Latein, Griechisch, Geschichte, Geographie, Mathematik, Französisch und andere. Der Religionsunterricht wurde je nach Konfession katholisch, evangelisch oder jüdisch angeboten. Von 1844 bis 1874 gab es auch Religionsunterricht in polnischer Sprache. Ein fakultatives Unterrichtsfach war polnischer Sprachunterricht, seit 1840 für die höheren Klassen 4 Stunden, seit 1849 für alle mindestens zwei Stunden.
Das Gymnasium war seit 1848 ein Zentrum für zwei polnische Untergrundschülerbewegungen der Philomaten. Diese trafen sich, um sich zusätzliche Bildung und Kenntnisse über die polnische Kultur anzueignen. 1901 wurden sie entdeckt und verboten. Seitdem gab es auch keinen Polnischunterricht mehr in der Schule.

### Polnisches Staatliches Gymnasium
Seit 1920 war die Schule unter polnischer Leitung und wurde in Staatliches Altklassisches Jungen-Gymnasium (Państwowe gimnazjum staroklasyczne męskie) umbenannt. Auch die Strukturen wurden verändert. Seit 1932 hieß es Staatliches Kazimierz-Jagiellończyk-Jungen-Gymnasium (Państwowe gimnazjum męskie im. Kazimierza Jagiellończyka).
1939 wurde es nach der deutschen Besetzung aufgehoben.
Heute befindet sich das Lyzeum und Gymnasium Schule Nr. 1 (Liceum i Gimnazjum) in dem Gebäude in der ul. Dominikańska 35.

## Persönlichkeiten
Direktoren
- Karl Richter 1837–1843
- Wojciech Łożyński (Adalbert Łożyński) 1844–1882
- Friedrich Preuß 1895–1901
- Matthias Paulus 1901–1905
- Wilhelm Gerstenberg 1905–1912

Schüler
- Theodor Joseph Blell (1827–1902), Politiker der Deutschen Zentrumspartei und Mitglied des Reichstages
- Wladislaw Klimaszewski (1866; fl. bis 1932), Arzt und Schriftsteller
- Max von Ruperti (1872–1945), Regierungspräsident in Allenstein